# Víctor Caballero Durán
Víctor Edmundo Caballero Durán (Mérida, Yucatán; 4 de julio de 1967) es un abogado y político mexicano.

## Biografía
Nació en Mérida, Yucatán el cuatro de julio de 1967, es el mayor de una familia de cuatro hermanos, hijos de Víctor Caballero y Concepción Durán de Caballero, familia de comerciantes cuyos negocios están ubicados en el centro de la ciudad de Mérida. 
En el año 1991 contrajo matrimonio con Elsa Domínguez Téyer, con quien ha procreado a sus dos hijas: Daniela (1994) y Pamela (1998).
Inició sus estudios de primaria en el Colegio Montejo y culminó sus estudios de secundaria en el Centro Universitario Montejo. Sus estudios de preparatoria los realizó en la Escuela Preparatoria Uno de la UADY y es licenciado en Derecho egresado de la Universidad Autónoma de Yucatán. Cuenta con una maestría en Administración Pública y en Derecho Procesal Constitucional por la Universidad Modelo de Mérida.
Ha sido profesor universitario en la escuela de Derecho y Ciencias Políticas de la Universidad Modelo en las materias de Derecho Administrativo, Legislación Estatal y Municipal y Filosofía Política (2002-2010) y ha participado en diversos foros académicos en diversas universidades locales y nacionales como la Universidad Anáhuac Mayab, UADY, Universidad Modelo, UNID, UMSA, Tecnológico de Mérida, UNAM Y Tecnológico de Monterrey
Ha publicado artículos en el Diario de Yucatán, Por Esto, La Jornada Maya y La Revista Peninsular.

## Trayectoria política
Se desempeñó como extensionista industrial de la Secretaría de Trabajo y Previsión Social (STPS 1990), subdelegado del Instituto de Seguridad Social al Servicio de los Trabajadores del Estado (ISSSTE 1995-1998), regidor del Ayuntamiento de Mérida (1998-2001), director del Colegio de Bachilleres de Yucatán (2007-2009), diputado local y presidente de la Junta de Gobierno y Coordinación Política del Congreso del Estado de Yucatán (2010-2012), secretario general de Gobierno (2012-2015) y secretario de Educación (2015-2017) del Gobierno del Estado de Yucatán y candidato a la presidencia municipal de Mérida, por parte del Partido Revolucionario Institucional en las elecciones estatales de Yucatán de 2018.
Es miembro del Partido Revolucionario Institucional desde 1985 donde ha ocupado diversos cargos: Consejero Político Nacional, Estatal y Municipal, presidente del Comité Directivo Municipal de Mérida y presidente de la Fundación Colosio en Yucatán, así como representante ante diversos órganos electorales.

## Controversias
Estuvo involucrado en el caso de la estafa de Crecicuentas, que afectó a cientos de personas del estado de Yucatán. La empresa supuestamente debía realizar unas inversiones que nunca se dieron y dos de los socios de las empresas involucradas, Jorge Alberto Argáez López y Miguel Argáez López, fueron detenidos en 2016.